# Diócesis de Itapetininga
La diócesis de Itapetininga (en latín: Dioecesis Itapetiningensis y en portugués: Diocese de Itapetininga) es una circunscripción eclesiástica de la Iglesia católica en Brasil. Se trata de una diócesis latina, sufragánea de la arquidiócesis de Sorocaba. Desde el 15 de abril de 1998 su obispo es Gorgônio Alves da Encarnação Neto, de la Orden de Clérigos Regulares.

## Territorio y organización

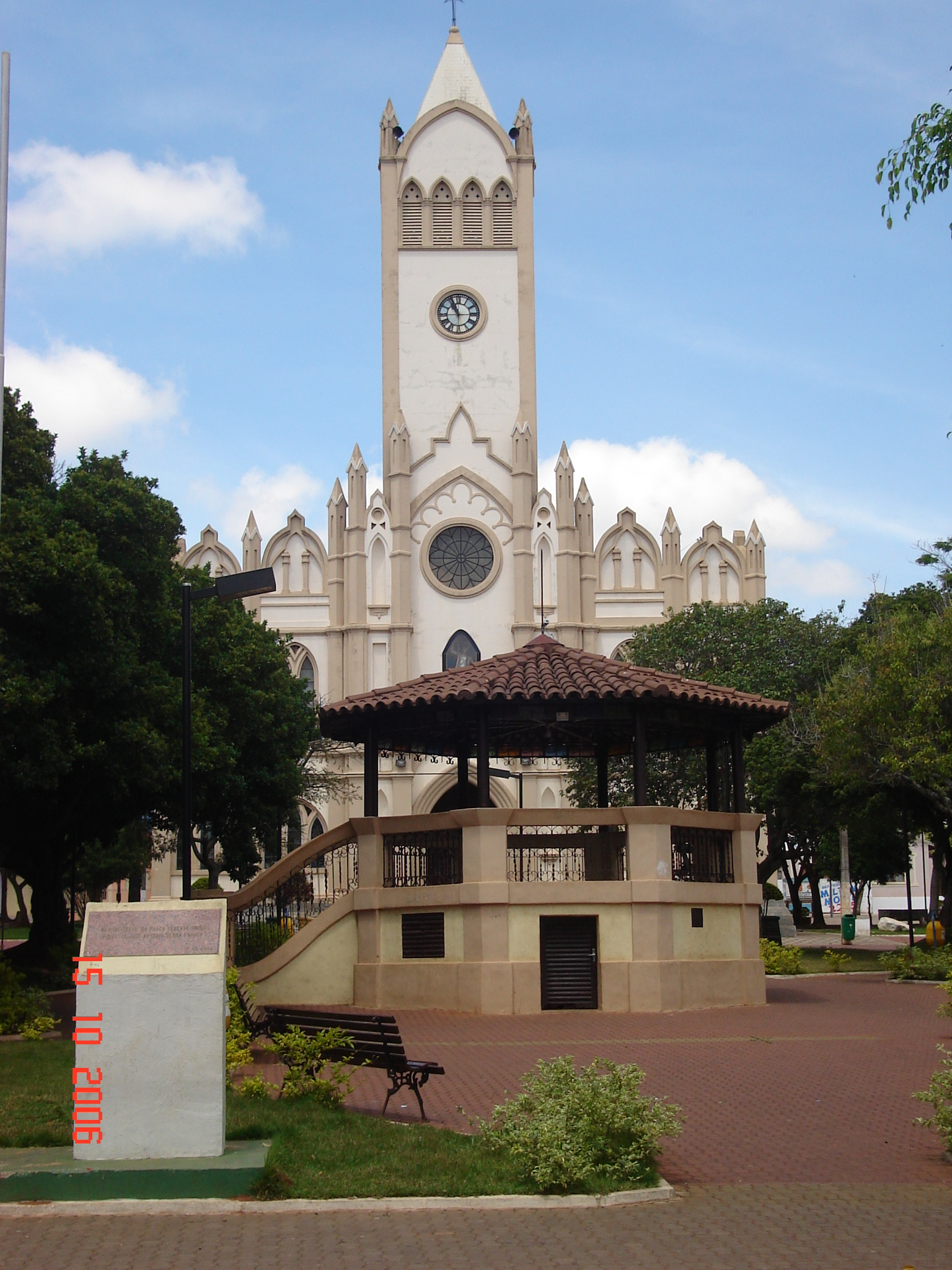
Santuario y basílica menor de San Miguel Arcángel, en São Miguel Arcanjo

La diócesis tiene 8144 km² y extiende su jurisdicción sobre los fieles católicos de rito latino residentes en 15 municipios del estado de São Paulo: Itapetininga, Alambari, Angatuba, Campina do Monte Alegre, Capela do Alto, Cesário Lange, Guareí, Paranapanema, Pilar do Sul, Porangaba, Quadra, São Miguel Arcanjo, Sarapuí, Tatuí y Torre de Pedra. Incluye además el distrito de Campos de Holambra en el municipio de Holambra.
La sede de la diócesis se encuentra en la ciudad de Itapetininga, en donde se halla la Catedral de Nuestra Señora de los Placeres. En São Miguel Arcanjo se encuentra el santuario y basílica menor de San Miguel Arcángel.
En 2021 en la diócesis existían 41 parroquias agrupadas en 5 regiones pastorales: Itapetininga, Tatuí, Norte, Oeste y Sur.

## Historia
La diócesis fue erigida el 15 de abril de 1998 con la bula Apostolicum munus del papa Juan Pablo II, obteniendo el territorio de la arquidiócesis de Sorocaba y la diócesis de Itapeva.

## Estadísticas
Según el Anuario Pontificio 2022 la diócesis tenía a fines de 2021 un total de 414 000 fieles bautizados.
| Año                                                                             | Población            | Población | Población      | Sacerdotes | Sacerdotes    | Sacerdotes    | Bautizados por sacerdote | Diáconos permanentes | Religiosos | Religiosos | Parroquias |
| Año                                                                             | Bautizados católicos | Total     | % de católicos | Total      | Clero secular | Clero regular | Bautizados por sacerdote | Diáconos permanentes | Varones    | Mujeres    | Parroquias |
| ------------------------------------------------------------------------------- | -------------------- | --------- | -------------- | ---------- | ------------- | ------------- | ------------------------ | -------------------- | ---------- | ---------- | ---------- |
| 1999                                                                            | 300 000              | 380 000   | 78.9           | 29         | 27            | 2             | 10 344                   | 18                   | 4          | 36         | 19         |
| 2000                                                                            | 350 000              | 430 000   | 81.4           | 29         | 27            | 2             | 12 068                   | 18                   | 4          | 36         | 19         |
| 2001                                                                            | 305 000              | 310 000   | 98.4           | 29         | 27            | 2             | 10 517                   | 18                   | 2          | 51         | 20         |
| 2002                                                                            | 330 000              | 379 000   | 87.1           | 28         | 25            | 3             | 11 785                   | 33                   | 6          | 36         | 25         |
| 2003                                                                            | 350 000              | 380 000   | 92.1           | 30         | 27            | 3             | 11 666                   | 34                   | 6          | 36         | 26         |
| 2004                                                                            | 546 000              | 635 000   | 86.0           | 33         | 30            | 3             | 16 545                   | 32                   | 6          | 36         | 33         |
| 2006                                                                            | 375 000              | 388 000   | 96.6           | 32         | 29            | 3             | 11 718                   | 33                   | 6          | 36         | 26         |
| 2013                                                                            | 389 000              | 424 000   | 91.7           | 51         | 49            | 2             | 7627                     | 30                   | 2          | 25         | 36         |
| 2016                                                                            | 398 000              | 434 000   | 91.7           | 54         | 51            | 3             | 7370                     | 64                   | 3          | 10         | 37         |
| 2019                                                                            | 407 600              | 444 480   | 91.7           | 57         | 54            | 3             | 7150                     | 105                  | 3          | 32         | 40         |
| 2021                                                                            | 414 000              | 451 540   | 91.7           | 50         | 49            | 1             | 8280                     | 99                   | 1          | 30         | 41         |
| Fuente: Catholic-Hierarchy, que a su vez toma los datos del Anuario Pontificio. |                      |           |                |            |               |               |                          |                      |            |            |            |

## Episcopologio
- Gorgônio Alves da Encarnação Neto, C.R., desde el 15 de abril de 1998